# Nicola Hitchcock
Nicola Hitchcock – brytyjska wokalistka, kompozytorka i autorka tekstów. Wraz z Saulem Freemanem tworzyła zespół Mandalay. Zespół rozpadł się w 2002 roku. Odtąd wróciła do swojej solowej kariery. W 2005 roku ukazał się jej drugi album Passive Aggressive.

## Mandalay

### Albumy
- Empathy (1998)
- Instinct (2000)
- Solace (2001)

### Single
- Flowers Bloom (1996)
- This Life (1997)
- Beautiful (1998)
- Not Seventeen (2000)
- Deep Love (2000)

## Nicola Hitchcock

### Albumy
- A Bowl of Chalk (1993)
- Passive Aggressive (2005)
- Quarterbright (EP) (2012)